# اندرفالوا
اِندره‌فالوا (به مجاری: Endrefalva) یک شهرداری در مجارستان است که در نوگراد واقع شده‌است. اندرفالوا ۱۳٫۲۲ کیلومتر مربع مساحت و ۱٬۲۷۳ نفر جمعیت دارد.